# Unione Sportiva Milanese 1920-1921
Questa pagina raccoglie i dati riguardanti l'Unione Sportiva Milanese nelle competizioni ufficiali della stagione 1920-1921.

## Stagione
La U.S. Milanese disputa un ottimo campionato coronato dall'ingresso nelle semifinali nazionali.

## Rosa
| N. |                   | Ruolo | Calciatore               |
| -- | ----------------- | ----- | ------------------------ |
|    | Italia (bandiera) | C     | Luigi Bellandi (III)     |
|    | Italia (bandiera) | C     | Ruggero Bosi             |
|    | Italia (bandiera) | C     | Alberto Bruciamonti (II) |
|    | Italia (bandiera) | P     | Angelo Cameroni          |
|    | Italia (bandiera) | D     | Carmelo Romeo            |
|    | Italia (bandiera) | A     | Francesco Cavallini      |
|    | Italia (bandiera) | A     | Giuseppe Clivio          |
|    | Italia (bandiera) | A     | Luigi Compiani (II)      |
|    | Italia (bandiera) | A     | Albino Felice Crocco (I) |
|    | Italia (bandiera) | A     | Osvaldo Dagradi          |
|    | Italia (bandiera) | P     | Mario De Simoni (I)      |

| N. |                   | Ruolo | Calciatore             |
| -- | ----------------- | ----- | ---------------------- |
|    | Italia (bandiera) | D     | Natale De Simoni (III) |
|    | Italia (bandiera) | A     | Angelo Ferrari (I)     |
|    | Italia (bandiera) | C     | Renzo Monti            |
|    | Italia (bandiera) | A     | Giacomo Olivieri       |
|    | Italia (bandiera) | A     | Paride Pasqualetto     |
|    | Italia (bandiera) | D     | Amilcare Pizzi (I)     |
|    | Italia (bandiera) | A     | Felice Pizzi (II)      |
|    | Italia (bandiera) | A     | Piero Redaelli         |
|    | Italia (bandiera) | A     | Arturo Robecchi        |
|    | Italia (bandiera) | A     | Rossi                  |
|    | Italia (bandiera) | P     | Vincenzo Soffientini   |

## Risultati

### Prima Categoria

#### Girone C lombardo

##### Girone di andata
| Arbitro: | Grossi (Milano) |

|                              |           |               |
| Robecchi 43’ Pasqualetto 75’ | Marcatori | 60’ Bertolini |

| Arbitro: | Muttoni (Treviglio) |

|  |           |                                         |
|  | Marcatori | 7’ (rig.) Bosi 43’ Ferrari 89’ Robecchi |

| Arbitro: | Tradico (Milano) |

|  |           |                           |
|  | Marcatori | 10’ Cavallini 15’ Ferrari |

##### Girone di ritorno
| Arbitro: | Barnabò (Milano) |

|  |           |              |
|  | Marcatori | 37’ Robecchi |

| Arbitro: | Bistoletti (Milano) |

|                               |           |             |
| Ferrari ?’, 68’, 70’ Robecchi | Marcatori | 20’ Minazzi |

| Arbitro: | Tradico (Milano) |

|                                                                                  |           |                      |
| Dagradi 3’, 7’, 40’, 60’, 75’ Pasqualetto 20’, 52’, 85’ Pizzi II 62’ Ferrari 70’ | Marcatori | 53’ Canetta 57’ Tosi |

#### Girone finale lombardo

##### Girone di andata
| Arbitro: | Crivelli (Milano) |

|  |           |             |
|  | Marcatori | 82’ Clerici |

| Arbitro: | Grossi (Milano) |

|              |           |                            |
| Orsenigo 84’ | Marcatori | 20’ Cavallini 40’ Pizzi II |

| Arbitro: | Venegoni (Legnano) |

|                                        |           |                     |
| Cevenini III 11’ (rig.) Cevenini V 20’ | Marcatori | 66’ (aut.) Campelli |

| Arbitro: | Gama (Milano) |

|           |           |  |
| Monti 76’ | Marcatori |  |

| Arbitro: | Bistoletti (Milano) |

|                     |           |  |
| Monti ?’, ?’ (rig.) | Marcatori |  |

##### Girone di ritorno
| Arbitro: | Barnabò (Milano) |

|                                  |           |  |
| Raso 25’, 57’ Tosi 65’ Rosso 71’ | Marcatori |  |

| Arbitro: | Brambilla (Milano) |

|                                       |           |             |
| Pizzi I 37’, 55’ Pasqualetto 75’, 88’ | Marcatori | 80’ Vertova |

| Arbitro: | Fries (Milano) |

|                 |           |                              |
| Clivio 55’, 86’ | Marcatori | 85’ Scheidler 87’ Cevenini I |

| Arbitro: | Gama (Milano) |

|  |           |               |
|  | Marcatori | 61’ Ferrari I |

| Arbitro: | Trezzi (Milano) |

|                                   |           |                                |
| De Andreis 38’ Marzorati 73’, 86’ | Marcatori | 32’ Cavallini 76’ (rig.) Monti |

#### Semifinale B

##### Girone di andata
| Arbitro: | Brambilla (Milano) |

|                       |           |             |
| Dagnino 17’ Bisio 85’ | Marcatori | 69’ Oliveri |

| Arbitro: | Gama (Milano) |

|  |           |                             |
|  | Marcatori | 25’ Benassati 75’ Forlivesi |

| Arbitro: | Terzolo (Genova) |

|                                                                  |           |  |
| Brezzi 2’, 65’, 88’ Baloncieri 5’, 86’, 90’ Bay I 30’ Bay II 32’ | Marcatori |  |

##### Girone di ritorno
| Arbitro: | Tradico (Milano) |

|             |           |  |
| Dagradi 80’ | Marcatori |  |

| Arbitro: | Sessa (Milano) |

|                      |           |            |
| Abbati 4’ Zanasi 50’ | Marcatori | 7’ Dagradi |

| Arbitro: | Galletti (Genova) |

|               |           |                |
| Cavallini 16’ | Marcatori | 2’, 21’ Brezzi |